# Wimperung
Wimperung bezeichnet die Körperbedeckung eines Lebewesens mit kurzen, steifen, haarähnlichen Gebilden.
Der Begriff wird jedoch von einzelnen biologischen Disziplinen in etwas unterschiedlichem Sinn gebraucht.
Botaniker bezeichnen Blätter (selten auch andere Organe) als bewimpert, wenn der Blattrand von einer Reihe kurzer Haare bedeckt wird. Diese Haare bestehen aus Auswüchsen von Zellen, ganzen Zellen oder auch Fäden aus mehreren Zellen hintereinander. Siehe auch Blattform. 
Protozoologen bezeichnen die Körperbedeckung der einzelligen Wimpertierchen als Bewimperung. Diese Wimpern sind kurze Geißeln, also nur Zellbestandteile, die mehr oder weniger die ganze Körperoberfläche bedecken. Siehe auch Zilie.
Zoologen und Mediziner sprechen von Bewimperung, wenn die Oberfläche eines Tieres oder Organs dicht mit Geißeln besetzt ist (Wimperepithel oder Flimmerepithel). Im Unterschied zu den Wimpertierchen besteht die Oberfläche aus vielen Zellen, und jede Zelle trägt gewöhnlich nur eine Geißel. Solche Wimperepithelien kommen beim Menschen beispielsweise in den Atemwegen und dem Eileiter vor; bei Strudelwürmern und vielen anderen niederen Tieren können sie auch die gesamte Körperoberfläche bedecken. Siehe auch Zilie. 
Die Käfer der Gattung Pogonocherus (Cerambycidae) nennt man wegen der Haarbüschel auf den Flügeldecken Wimperböcke.